# Hans Kammerlander
Hans Kammerlander (* 6. prosince 1956) je italský horolezec. Dosáhl vrcholu 12 osmitisícovek. V letech 1983–1986 byl lezeckým partnerem Reinholda Messnera, s nímž dosáhl sedmi osmitisícových vrcholů, mimo jiné slavného přechodu obou Gašerbrumů. Poté Messner ukončil svou horolezeckou činnost, ale Kammerlander dále pokračoval a podařilo se mu několik dalších výstupů, například roku 1996 uskutečnil sjezd na lyžích z vrcholu Mount Everestu a roku 2001 na pátý pokus dobyl vrchol druhé nejvyšší hory světa K2. V roce 2011 se mu podařilo dokončit výstupy na druhé nejvyšší hory všech kontinentů.

## Úspěšné výstupy na osmitisícovky
- 1983 Čo Oju (8201 m)
- 1984 Gašerbrum II (8035 m)
- 1984 Gašerbrum I (8068 m)
- 1985 Annapurna (8091 m)
- 1985 Dhaulágirí (8167 m)
- 1986 Makalu (8465 m)
- 1986 Lhoce (8516 m)
- 1990 Nanga Parbat (8125 m)
- 1994 Broad Peak (8047 m)
- 1996 Mount Everest (8849 m)
- 1998 Kančendženga (8586 m)
- 2001 K2 (8611 m)

## Výstupy v Alpách
- 1979 Tofana (3225 m)
- 1981 Tre Cime (2999 m)
- 1991 Ortler (3905 m)
- 1991 Matterhorn (4478 m)

## Další úspěšné výstupy
- 1988 Cerro Torre (3133 m)
- 1989 Cerro Chaltén (3375 m)
- 1993 Shivling (6543 m)
- 1993 Ama Dablam (6856 m)
- 1995 Ama Dablam (6856 m)
- 1996 Šiša Pangma (8008 m) - prostřední vrchol
- 1999 Muztagh Ata (7546 m)
- 2001 Nuptse (7804 m)
- 2002 Ama Dablam (6856 m)
- 2009 Ojos del Salado (6893 m)
- 2009 Mount Kenya (5199 m)
- 2010 Mount Logan (5959 m)